# Варни
Варните (на старогръцки: Ουαρνοι Warnoi, Ουαρίνοι Warinoi; на латински: Varini, Varni, Varinnae; на немски: Warnen, Wariner, Varinner, Varinne, Variner, Warjan) са германско племе в Тюрингия и Мекленбург.
При Плиний Стари в Naturalis historia, един източен клон, споменаван заедно с Бургундите, пристига с Вандалите в Испания (Агиулф, западноготски щатхалтер). Останалите в родината им Варни (Прокопий, Гот. 2, 15, 2) основават заедно с Англите царството на Тюрингите (Тюрингия). Едно Варни-кралство на територията на устието на Рейн, от 5 век прочуто с производството на оръжие, има политически и династични връзки с вестготския крал Ойрих и по-късно с Теодорих Велики (Касиодор, вар. 3, 3; 5, 1). Политическите и династични връзки с британските Англи (Прокопий, Гот. 4, 20, 22) са през средата на 6 век вероятно причина за конфликти с Франките и края на кралството.
Дъщерята на краля на франките Теодорих I и Суавегота, Теодехилда († 579 г.), била омъжена за краля на варните Хермегисклус, а след неговата смърт за неговия син Радигис.